# Cheggar
Cheggar è uno dei sei comuni del dipartimento di Aleg, situato nella regione di Brakna in Mauritania. Contava 9.964 abitanti nel censimento della popolazione del 2000 e 9.180 nel 2013.